# Félines-Minervois
Félines-Minervois è un comune francese di 415 abitanti situato nel dipartimento dell'Hérault nella regione dell'Occitania.

## Società

### Evoluzione demografica
Abitanti censiti